# Obiekt fizjograficzny
Obiekt fizjograficzny – wyodrębniony składnik środowiska geograficznego, w szczególności: nizina, wyżyna, wzgórze, pasmo górskie, góra, szczyt góry, przełęcz, dolina, kotlina, jaskinia, rzeka, kanał, jezioro, zatoka, bagno, staw, sztuczny zbiornik wodny, wodospad, las, kompleks leśny, uroczysko, półwysep, wyspa.